# Norfloxacino
Norfloxacino é um antibiótico da classe das fluoroquinolonas de segunda geração que é usado para infecções do trato urinário. Mais sobre este antibiótico você encontrará em Quinolona.